# Epimartyria
Epimartyria là một chi bướm đêm nguyên thủy, nhỏ, màu kim loại thuộc bộ Lepidoptera, trong họ Micropterigidae.

## Các loài
- Epimartyria auricrinella Walsingham, 1898
- Epimartyria pardella (Walsingham, 1880)